# 王理惠
王理惠（Rie Oh，1970年3月7日—），出身自日本和中華民國籍的媒體工作者、穀物料理研究專家及電台主持人。

## 生平
為棒球名人王貞治的次女，擁有四分之一漢族血統以及四分之三的日本血統，曾有兩次婚姻但後都離婚。畢業於青山學院大學文學部英語文學系，曾在日本廣告公司博報堂任職。
她與其他兩位姐妹都以「理」字作為名的第一個字，這是因為王貞治希望就算三姐妹結婚後改了姓，名字里仍然能看出“王”家是其故“里”。

## 目前電視節目
- LOHAS SUNDAY（東京電台J-WAVE）

## 外部連結
- 王理恵簡介 （页面存档备份，存于）

[[[Category:青山學院大學校友]]